# Underworld (álbum)
Underworld es el  noveno álbum de estudio de la banda de metal progresivo y neoclásico Symphony X. Su lanzamiento tuvo lugar el 24 de julio de 2015, a través del sello Nuclear Blast. El primer sencillo del álbum, «Nevermore», fue lanzado el 22 de mayo de 2015, seguido por «Without You» el 19 de junio del mismo año.

## Lista de canciones
| N.º | Título               | Duración |  |
| 1.  | «Overture»           | 2:13     |  |
| 2.  | «Nevermore»          | 5:29     |  |
| 3.  | «Underworld»         | 5:48     |  |
| 4.  | «Without You»        | 5:51     |  |
| 5.  | «Kiss of Fire»       | 5:09     |  |
| 6.  | «Charon»             | 6:06     |  |
| 7.  | «To Hell and Back»   | 9:23     |  |
| 8.  | «In My Darkest Hour» | 4:22     |  |
| 9.  | «Run with the Devil» | 5:38     |  |
| 10. | «Swan Song»          | 7:29     |  |
| 11. | «Legend»             | 6:29     |  |